# Karel van der Pluym

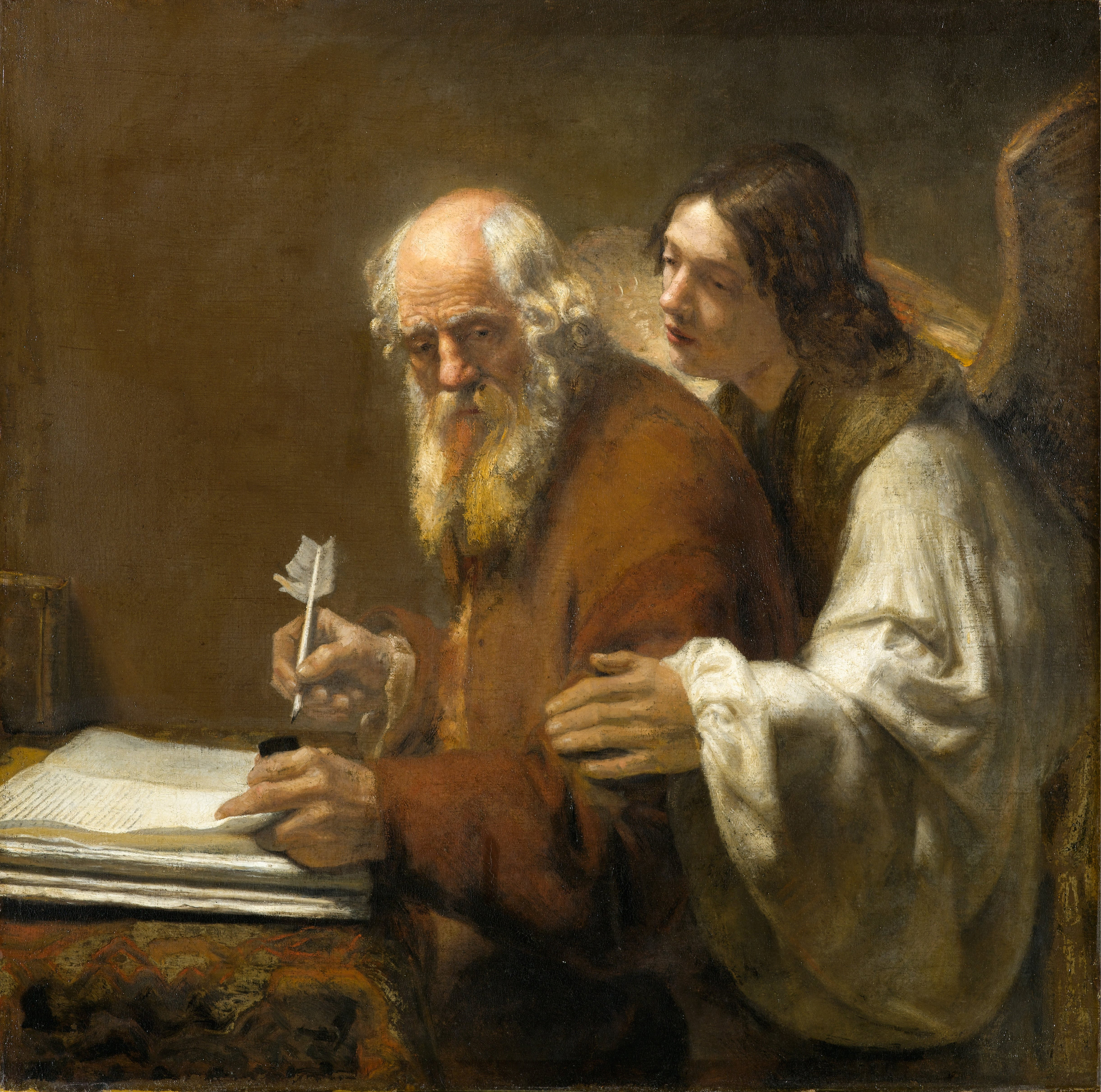
Matheus en de engel, 1655-1660, North Carolina Museum of Art

Karel van der Pluym (Leiden, 1625 - aldaar, 22 februari 1672) was een Nederlands kunstschilder en tekenaar uit de Gouden Eeuw. Hij was een achterneef en een leerling van Rembrandt.

## Leven en werk
Van der Pluym was het enig kind van de welgestelde loodgieterleidekker Dominicus Jansz. van der Pluym en Cornelia Cornelisdr. van Suytbroek (dochter van Willem Cornelisz van Suytbroeck), nicht van Rembrandts moeder Neeltje Willems van Suytbroeck. Hij trad waarschijnlijk ook in de leer bij Rembrandt en was een van de eerste leden van het in 1648 opgerichte Leidse Sint-Lucasgilde, waarvan hij ook een tijdje hooftman en deken was. Later woonde hij ook een periode in Amsterdam, waar hij mogelijk verbleef bij zijn oom Willem Jansz. van de Pluym, wiens door Rembrandt getekende portret tot zijn inventaris behoorde.
Een aantal werken van die nu aan Van der Pluym worden toegeschreven, werden in het verleden wel voor echte Rembrandts aangezien. Zo kocht de Amerikaanse grootindustrieel en kunstverzamelaar Henry Clay Frick in 1916 zijn Oude vrouw met een boek als een originele Rembrandt. Ook Oude man met een bontmuts, thans in het Art Institute of Chicago, werd in vroeger tijden wel toegeschreven aan de grootmeester. Andersom werd in de jaren tachtig van de vorige eeuw door kunsthistoricus Henry Adams gesuggereerd dat Rembrandts Saul en David een werk van Van der Pluym zou zijn geweest.
De werken van Van der Pluym zijn nogal ongelijk van kwaliteit. Vanuit technisch oogpunt zijn de figuren die hij schilderde aanzienlijk minder levendig dan die van Rembrandt en komen ze vaak maar moeilijk los van de achtergrond.
Het oeuvre van Van der Pluym omvat slechts een beperkt aantal schilderijen. Ongeveer zeventien worden er tegenwoordig aan hem toegeschreven, meest figuurstukken en enkele historiestukken. Aangezien hij mede door een erfenis financieel in goeden doen was wordt wel verondersteld dat hij vooral schilderde voor zijn plezier, hetgeen redelijk uitzonderlijk was in die tijd.
Bij zijn overlijden in 1672 liet Van der Pluym bij testament aanzienlijke bedragen na aan de kinderen van Rembrandts zoon Titus en aan de kinderen van Rembrandts broer Adriaen. Hij werd begraven in de Pieterskerk te Leiden.

## Galerij

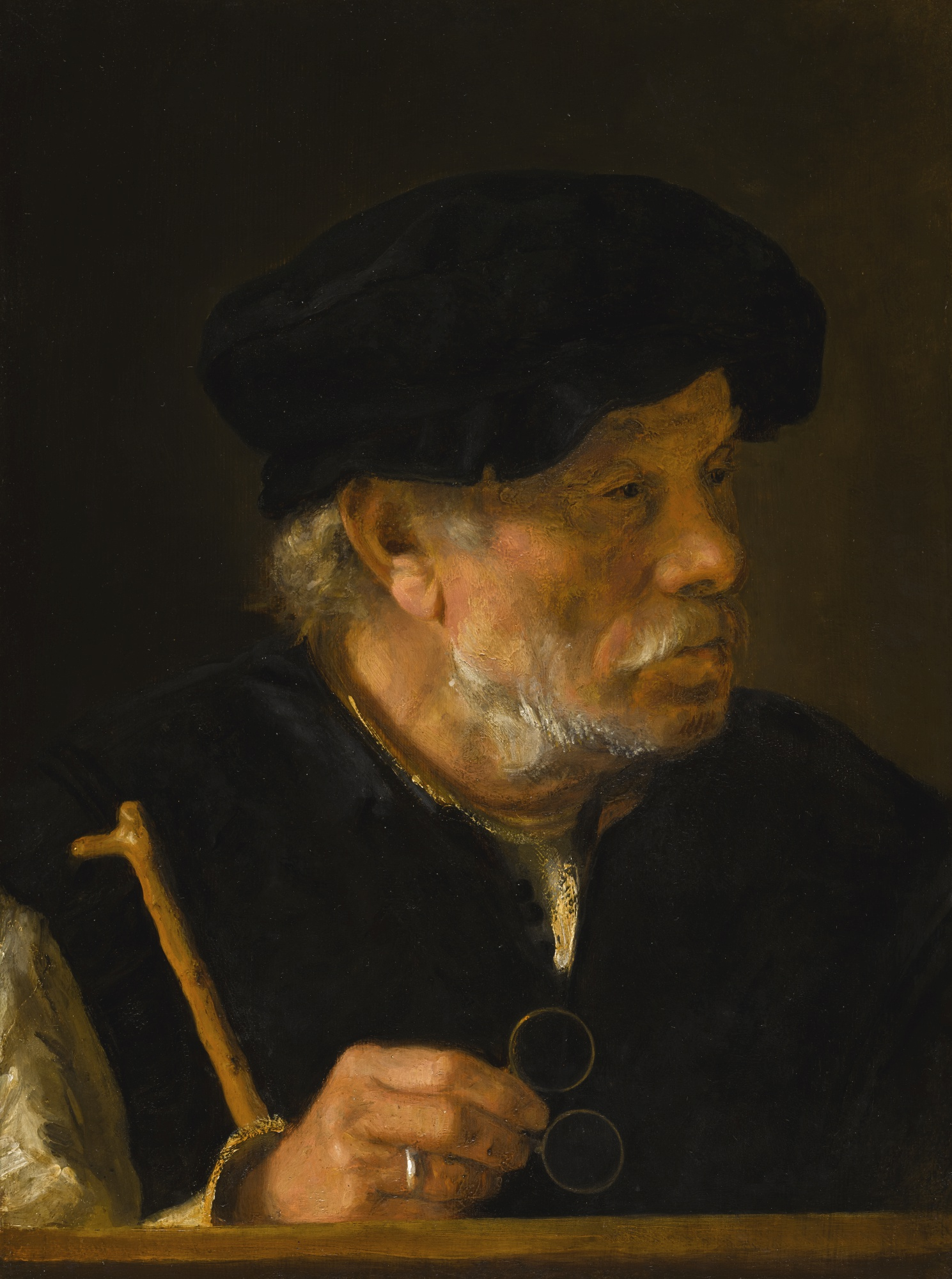
Oude man met stok en bril, door Abraham Bredius aangezien voor een portret van Rembrandts broer Adriaen
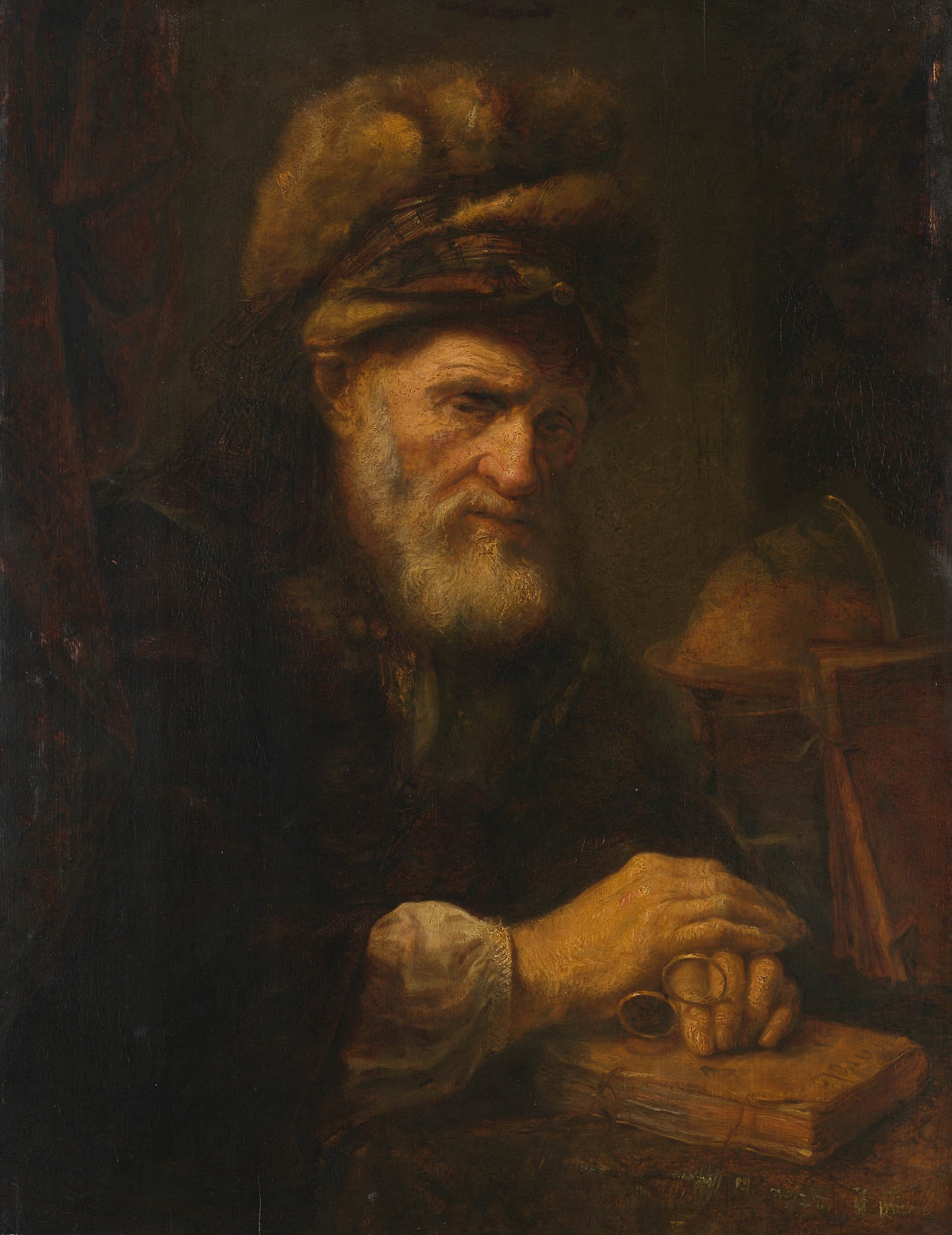
Oude man met een bontmuts, Art Institute of Chicago
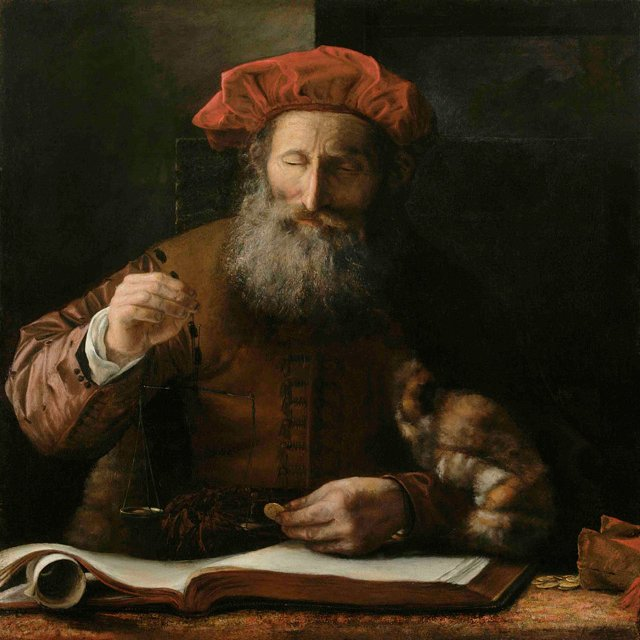
De goudweger
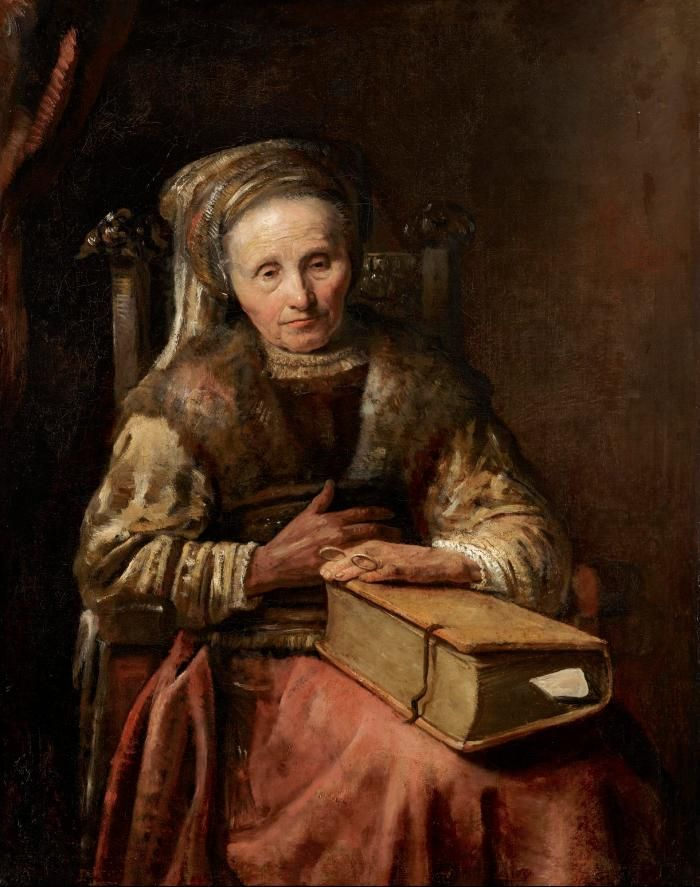
Oude vrouw met een boek, Frick Collection